# Andrena freygessneri
Andrena freygessneri är en biart som beskrevs av Johann Dietrich Alfken 1904. Andrena freygessneri ingår i släktet sandbin, och familjen grävbin. Inga underarter finns listade i Catalogue of Life.